# Gazza achlamys
Gazza achlamys is een  straalvinnige vissensoort uit de familie van ponyvissen (Leiognathidae). De wetenschappelijke naam van de soort is voor het eerst geldig gepubliceerd in 1917 door Jordan & Starks.
De soort staat op de Rode Lijst van de IUCN als niet bedreigd, beoordelingsjaar 2009.